# 尾崎愛
尾崎 愛（おざき あい、1985年4月22日 - ）は、日本の元女優。東京都出身。
活動時は劇団文学座、ブレス、REALWAVE、バードレーベルを経て、JFCTに所属していた。REALWAVEとバードレーベル所属時は「崎」が異体字の「尾﨑 愛」を正式表記としていた。

## 人物・経歴
小・中学生時、イスラエル、アメリカ合衆国で生活していたため、英会話は堪能。
2003年に文学座附属演劇研究所に入所、2004年から舞台に出演する。
第33回ナント三大陸映画祭で金の気球賞や、第26回高崎映画祭で最優秀作品賞などを受賞した映画『サウダーヂ』では主演女優を務めた。
2018年までは役者としての活動を確認できるが、以降は活動を確認できない。現在では食にまつわるコンテンツの執筆・編集業に転身しており、本人のInstagramのプロフィール欄には、徳間書店『食楽』の編集や、グルメサイト『オンワード・マルシェ』のクリエイティブ制作に携わっている旨が書かれている。

## 出演

### 映画
- サウダーヂ（2011年、監督：富田克也） - まひる 役[8]
- 初夜（2011年、監督：甲斐博和） - コト 役
- アイネクライネ・ナハトムジーク（2011年、監督：平波亘） - アム 役[9]
- 労働者階級の悪役（2012年、監督：平波亘）[10]
- 恋はパレードのように（2012年、監督：天野千尋）[11]
- バビロン2-THE OZAWA-（2012年、監督：相澤虎之助） - ナレーション[7]
- HOMESICK（2012年、監督：廣原暁）[12]
- ゆく人、くる人（2013年、監督：天野千尋）[13]
- あの娘、早くババアになればいいのに（2013年、監督：頃安祐良） - 蟹沢 役[14]
- 嘘 -LIES-（2015年、監督：河瀬直美） - 愛 役[15]
- アルビノの木（2016年、監督：金子雅和） - アヤ 役[16]
- 3月のライオン 後編（2017年、監督：大友啓史）[17]

### 舞台
- 戯曲 赤い月（2005年、演出：鵜山仁） - 森田美咲 役[1]
- 湖のまるい星（2006年、演出：藤原新平） - 田桜加奈子 役[1]
- 若草物語（2007年、演出：高瀬久男） - ベス 役[1]
- time（2009年）[1]
- さらば砂嵐よ（2010年、演出：中山シュンジ） - 主演・脚本
- 夏の砂の上（2010年、演出：高瀬久男） - 主演・川上優子 役[1]

### テレビドラマ
- めざせ!デジタルマスター（2002年12月30日 - 2003年1月6日、NHK教育）[18][19]
- ドクター小石の事件カルテ4「劇薬」（2008年2月22日、フジテレビ） - 芸者 役
- サラリーマン金太郎2 第4話（2010年1月29日、テレビ朝日）
- 月曜名作劇場 温泉殺人事件シリーズ「伊豆天城温泉殺人事件」（2016年10月24日、TBSテレビ） - 染谷華子 役[20]
- プリンセスメゾン 第3話（2016年11月8日、NHK BSプレミアム）[21]
- 感情8号線（2017年1月、フジテレビTWO）

### ウェブドラマ
- どんなにひとりきりでも あなたのしあわせ願う（ストロベリー味）（2017年、テレパックチャンネル）[22]

### ラジオドラマ
- FMシアター「聖地へ行く船」（2007年） - サヨ 役[1]

### 吹き替え

#### ドラマ
- UnREAL（英語版）（2017年）
  - Season1 - アナ 役〈ジョアンナ・ブラッディ（英語版）〉[17]
  - Season2 - ヤエル 役〈モニカ・バルバロ〉[23]

#### アニメ
- スパイキッズ:とくべつミッション（英語版） season1（2018年） - グリッチ 役[24]

### CM
- パラッツォ東京プラザグループ「遊びの文化の創造」ジャパン篇（2010年）[1]
- VAIO「静寂キーボード」篇（2016年）[21]

### ミュージック・ビデオ
- 佐藤竹善「amanogawa」（2002年）[1]
- SOULHEAD「Whatever/限界ピストルズ」（2010年）[2]